# ドミンガ・ベラスコ
ドミンガ・ベラスコ（1901年5月12日 − 2015年10月11日）は、メキシコ出身者として史上最高齢記録を持つ人物。アメリカ合衆国カリフォルニア州在住であった。死去時にはアメリカ在住者としてスザンナ・マシャット・ジョーンズに次ぐ2番目、世界では7番目の長寿者であった。

## 来歴
1901年5月12日、メキシコ・ハリスコ州にて誕生。1920年には自身の家族と共にアメリカへ移住した。
2015年10月11日、カリフォルニア州内の自宅で死去。114歳152日没。